# بورگلن (آلبیس)
بورگلن (به لاتین: Bürglen) یک کوه در سوئیس است که در کانتون زوریخ واقع شده‌است. بورگلن ۹۱۵ متر بالاتر از سطح دریا واقع شده‌است.